# Jacques Martin
Jacques Martin, även känd under pseudonymen Marleb, född 25 september 1921 i Strasbourg, död 21 januari 2010 i Orbe, Vaud, var en fransk serietecknare och manusförfattare.
Martin började tidigt arbeta som studioteckare på Hergés studio, där han medverkade och tecknare flera av Tintinalbumen.
I Sverige var han mest känd för sina album om Alix och Frank - Världsreportern. Men bara en bråkdel av hans totala produktion har översatts och givits ut i Sverige. I Frankrike skapade han även album med figurerna Keos, Orion, Jean, Loïs och Arno.
En röd tråd genom hela hans produktion var hans intresse för historia, alla hans figurer rör sig i olika historiska epoker. På senare år har lämnade han över tecknandet till andra och koncentrerade sig på berättandet. Martin avled den 21 januari 2010, enligt hans förlag Casterman.